# Odorrana bolavensis
Odorrana bolavensis é uma espécie de anfíbio anuro da família Ranidae. Está presente no Laos. A UICN classificou-a como deficiente de dados.